# Mauritius
Mauritius (phiên âm tiếng Việt: Mô-ri-xơ, tiếng Anh: Republic of Mauritius, tiếng Pháp: République de Maurice), quốc hiệu chính thức là Cộng hòa Mauritius là một đảo quốc nằm ở hướng tây nam Ấn Độ Dương, cách đảo Madagascar khoảng 900 km về hướng đông. Thủ đô là Port Louis. Quốc gia này bao gồm các quần đảo Cargados Carajos, Rodrigues và quần đảo Agalega. Mauritius là một phần của quần đảo Mascarene. Đảo Réunion của Pháp 200 km (120 dặm) về phía tây nam và đảo của Rodrigues 570 km (350 dặm) phía đông bắc cũng thuộc Mascarene.
Đảo Mauritius nổi tiếng vì là nơi duy nhất có dodo sinh sống. Lần đầu tiên được người châu Âu nhìn thấy vào khoảng năm 1600, loài dodo đã tuyệt chủng gần 80 năm sau đó.

## Lịch sử

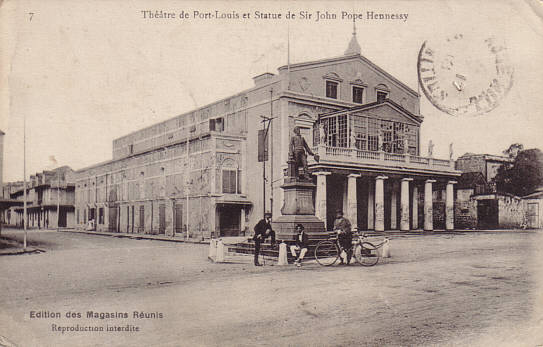
Một bưu thiếp khoảng năm 1900-1910 với nhà hát Port Louis.

Đảo này đã được các thủy thủ người Ả Rập và các dân tộc Austronesia ghi chép vào thế kỷ X.
Đầu thế kỷ XVI, người Bồ Đào Nha khám phá ra hòn đảo này; đảo này trở thành thuộc địa của người Hà Lan và được đặt theo tên bằng tiếng Latin của Thống đốc Mauritius van Nassau (1598). Từ năm 1715, người Pháp, dưới sự lãnh đạo của Thống đốc Mahe de Labourdonnais đã xây dựng đường sá và cảng đất trên đảo.
Người nô lệ từ châu Phi và Madagascar được đem sang để khai khẩn các đồn điền mía. Năm 1810, người Anh vây hãm đảo này. Hiệp ước Paris năm 1814 chính thức thừa nhận quyền kiểm soát của Anh trên đảo này. Sự bãi bỏ chế độ nô lệ và việc khai khẩn các đồn điền mía cần đến lực lượng nhân công Ấn Độ nhập cư. Việc khai thông kênh đào Suez năm 1869 làm mất đi nhiều nguồn lợi của Mô-rítx, là một cảng quá cảnh cho tàu thuyền đi vòng qua mũi cực Nam Nam Phi để đến vùng Nam Á và Đông Á.
Mô-rítx trở thành quốc gia độc lập và là thành viên của Khối Liên hiệp Anh năm 1968. Seewoosagur Ramgoolam trở thành Thủ tướng cho đến năm 1982. Anerood Jugnauth giành thắng lợi trong cuộc bầu cử lập pháp, giữ chức Thủ tướng cho đến năm 1995. Năm 1992, Mô-rítx là nước cộng hòa. Từ năm 1995, chức Thủ tướng thuộc về Navin Ramgoolam và A. Jugnauth trở lại cầm quyền năm 2000. Hiện nay, Mô-rítx là thành viên của Tổ chức Thống nhất châu Phi.
Vào ngày 3 tháng 10 năm 2024, chính phủ Anh và Mauritius đã công bố trong một tuyên bố chung về việc chuyển giao chủ quyền của quần đảo này cho Mauritius. Đảo Diego Garcia, nơi có căn cứ quân sự Camp Justice, là ngoại lệ duy nhất đối với hiệp ước mới này, với việc chính phủ Mauritius nhượng lại quyền quản lý cho Vương quốc Anh trong thời hạn ít nhất là 99 năm.

## Chính trị
Chính trị của Mauritius diễn ra trong khuôn khổ của thể chế dân chủ cộng hòa, trong đó Tổng thống là người đứng đầu nhà nước và Thủ tướng là người đứng đầu chính phủ được hỗ trợ bởi một Hội đồng Bộ trưởng. Mô-rítx có một hệ thống đa đảng. Quyền hành pháp là của Chính phủ. Quyền lập pháp trong tay Chính phủ và Quốc hội. Quyền lực tuyệt đối được phân chia giữa hai vị trí: Tổng thống và Thủ tướng.
Hiến pháp Mauritius được ban hành ngày 12 tháng 3 năm 1968, sửa đổi ngày 12 tháng 3 năm 1992. Đứng đầu Nhà nước là Tổng thống. Đứng đầu Chính phủ là Thủ tướng. Tổng thống do Quốc hội bầu, nhiệm kì 5 năm; Thủ tướng do Tổng thống bổ nhiệm và có trách nhiệm trước Quốc hội.
Quốc hội Mauritius gồm 66 thành viên, trong đó 62 thành viên được bầu theo phổ thông đầu phiếu, nhiệm kì 5 năm, 4 thành viên còn lại do Ban bầu cử chỉ định cho những đảng không thành công trong cuộc tranh cử nhằm cử ra đại diện cho các dân tộc ít người.
Chế độ bầu cử ở Mauritius là chế độ phổ thông đầu phiếu. Công dân từ 18 tuổi trở lên được phép bầu cử.

### Đối ngoại
Mauritius có mối quan hệ mạnh mẽ và thân thiện với nhiều nước châu Phi, châu Mỹ, châu Á, châu Âu và các nước Châu Đại Dương. Nước này là một thành viên của Tổ chức Thương mại Thế giới, Khối thịnh vượng chung Anh, Cộng đồng Pháp ngữ, Liên minh châu Phi, Cộng đồng Phát triển Nam Phi (SADC), Ủy ban Ấn Độ Dương, Thị trường chung Đông và Nam Phi và Hiệp hội hợp tác khu vực vành đai Ấn Độ Dương. Được coi là một phần của châu Phi về mặt địa lý, Mô-rítx có mối quan hệ thân thiện với các quốc gia châu Phi trong khu vực, đặc biệt là Nam Phi, bởi đến nay Nam Phi là đối tác thương mại lớn nhất ở châu Phi của Mauritius. Các nhà đầu tư Mauritian đang dần bước vào thị trường châu Phi, đặc biệt là Madagascar, Mozambique và Zimbabwe. Di sản chính trị của đất nước và sự phụ thuộc vào thị trường phương Tây đã dẫn đến gần quan hệ gần gũi với Liên minh châu Âu và các nước thành viên, đặc biệt là Anh và Pháp. Quan hệ với Trung Quốc và Ấn Độ là mạnh mẽ với lý do lịch sử và thương mại.

## Địa lý – Dân cư
Mauritius nằm ở Đông Phi, cách Madagascar 900 km về phía Đông. Phía Bắc đảo quốc này là vùng đồng bằng gợn sóng, rồi cao dần về phía đồng bằng trung tâm trước khi đổ dốc về phía Nam và vùng ven biển phía Tây. Mauritius và các đảo phụ thuộc (Rodrigues, Agalega và Cagados Carajos) thuộc quần đảo Mascareignes.
Khí hậu ở Mauritius là nhiệt đới, thay đổi do gió mậu dịch. Mùa đông (tháng 5–11) ẩm và khô, mùa hè (tháng 11–5) nóng và ẩm. Nhiệt độ trung bình là khoảng 20oC ở mực nước biển và trên 10oC trên cao nguyên.
Dân cư chủ yếu là người lai giữa người bản địa và người Ấn Độ, người Pháp với tỉ lệ như sau:
Người lai Ấn-Mauritius là 68% dân số, người bản địa Creole 27%, người lai Hoa-Mauritius là 3% và người lai Pháp-Mauritius chiếm 2%.
Ngôn ngữ được công nhận chính thức là tiếng Anh, ngoài ra còn tiếng Creole, tiếng Pháp, tiếng Hindi.

## Kinh tế
Mauritius hiện là nền kinh tế nông nghiệp - dịch vụ đang phát triển.
Sản phẩm nông nghiệp truyền thống gồm chè và mía đường (mặt hàng xuất khẩu chủ yếu), các loại cây chế biến gia vị, thuốc lá. Trong thập niên 1980, kinh tế tăng trưởng mạnh nhờ việc thành lập các khu chế xuất thu hút vốn đầu tư nước ngoài. Du lịch và ngân hàng phát triển mạnh. Từ năm 1990, sự tăng trưởng đã giảm do sự cạnh tranh của các nước có nguồn nhân công rẻ hơn.
Mauritius có nền kinh tế thu nhập cao, theo Ngân hàng Thế giới vào năm 2019. Chỉ số thuận lợi kinh doanh năm 2019 của Ngân hàng Thế giới xếp Mauritius ở vị trí thứ 13 trên toàn thế giới trong số 190 nền kinh tế về mức độ thuận lợi trong kinh doanh. Theo Bộ Ngoại giao Mauritius, những thách thức của đất nước đã đặt ra nhiều vấn đề như tỉ lệ chảy máu chất xám cao, khan hiếm lao động tay nghề, dân số già, các công ty đại chúng và các cơ quan nhà nước hoạt động kém hiệu quả.

## Giáo dục – Y tế
Nền giáo dục Mauritius rất được Nhà nước quan tâm trong thời gian gần đây. Giáo dục tiểu học và trung học miễn phí cho mọi trẻ em. Khoảng 100% số học sinh học xong tiểu học và 1/2 số đó học lên trung học. Ngoài hệ thống trường công lập còn có các trường tư. Trường Đại học Mauritius chú trọng đào tạo khoa học và kĩ thuật nông nghiệp. Nhiều thanh niên ra nước ngoài du học (Pháp, Anh, Ấn Độ ...).
Mô-rítx có hệ thống y tế công cộng tương đối tốt, cung cấp các dịch vụ chữa bệnh cơ bản miễn phí cho mọi công dân. Các dịch vụ cung cấp nước sạch, các phương tiện vệ sinh đầy đủ, tiêm chủng và chăm sóc thai sản ... rất được quan tâm và mở rộng.

## Tôn giáo
Tôn giáo tại Mauritius (2010)
Mauritius là nước đa tôn giáo. Do thành phần dân tộc chủ yếu là người Ấn Độ do thực dân Anh đưa đến đây từ thời thuộc địa nên Ấn giáo tôn giáo chính của người Ấn đã trở thành tôn giáo chiếm tỉ lệ cao nhất ở Mauritaus với 48% dân số, ngoài ra còn có các tôn giáo khác như Công giáo Rôma 23.6%, Hồi giáo 16.6%, Tin Lành 8.6%, tôn giáo khác 2.5%, không xác định 0.3%, không tôn giáo 0.4%.